# Уфра (Рагуза)
Уфра је насеље у Италији у округу Рагуза, региону Сицилија.
Према процени из 2011. у насељу је живело 32 становника. Насеље се налази на надморској висини од 445 м.